# Herforder Münster

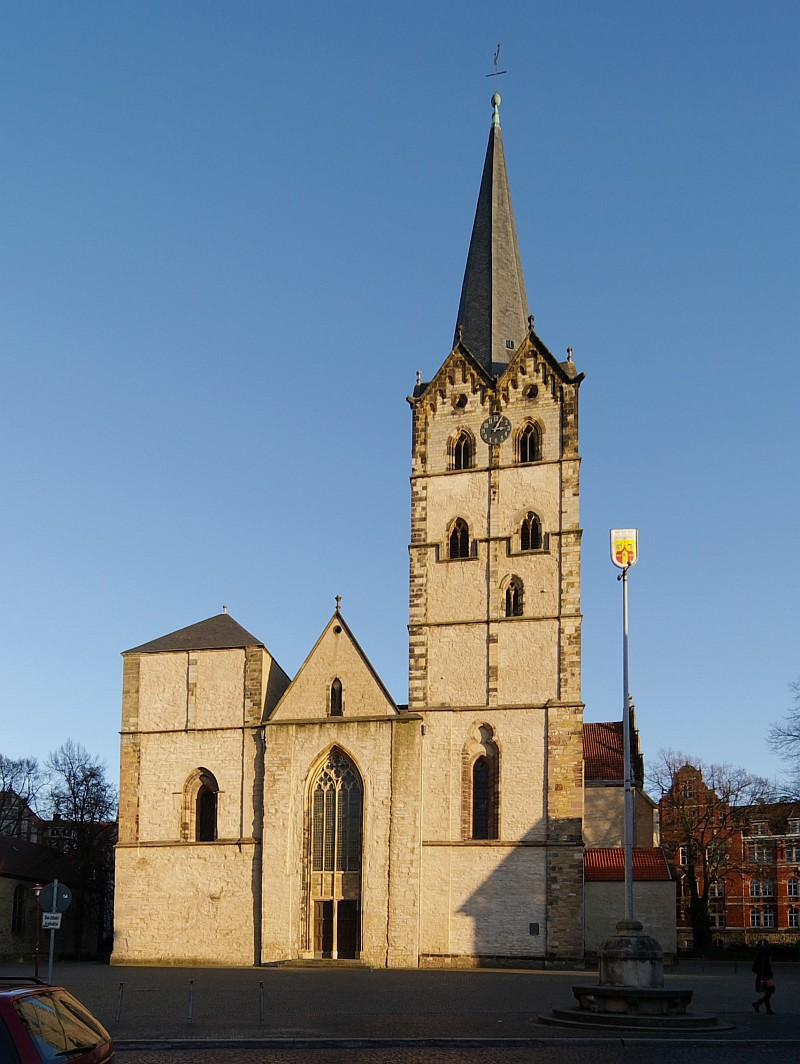
Herforder Münster

Das Herforder Münster ist die älteste und größte Kirche der Stadt Herford. Sie ist heute evangelisch-lutherische Pfarrkirche. Zusammen mit den beiden Innenstadtkirchen St. Johannis und St. Jakobi gehört sie innerhalb des Kirchenkreises Herford zur Kirchengemeinde Herford-Mitte.

## Geschichte

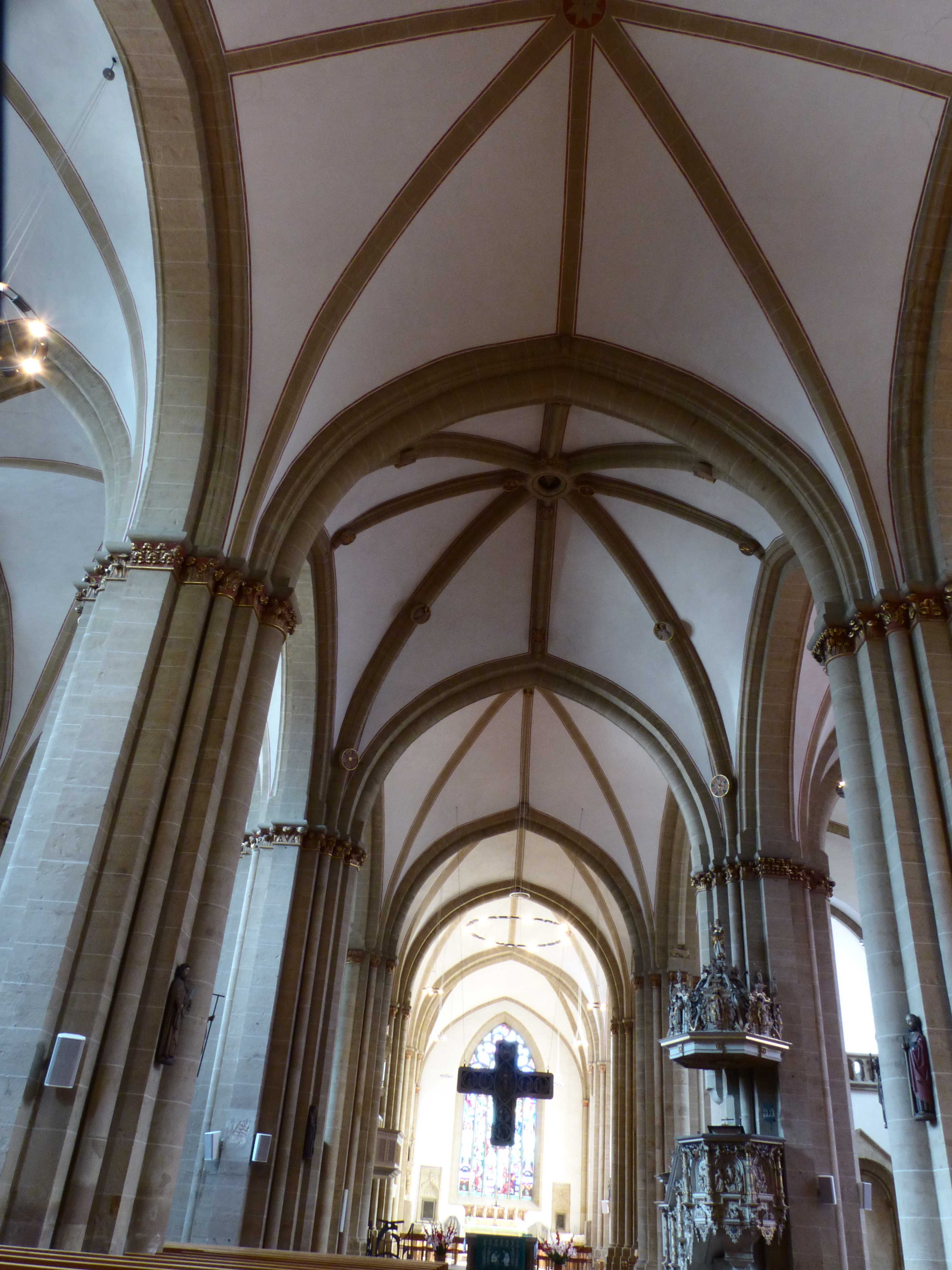
Mittelschiff nach Osten

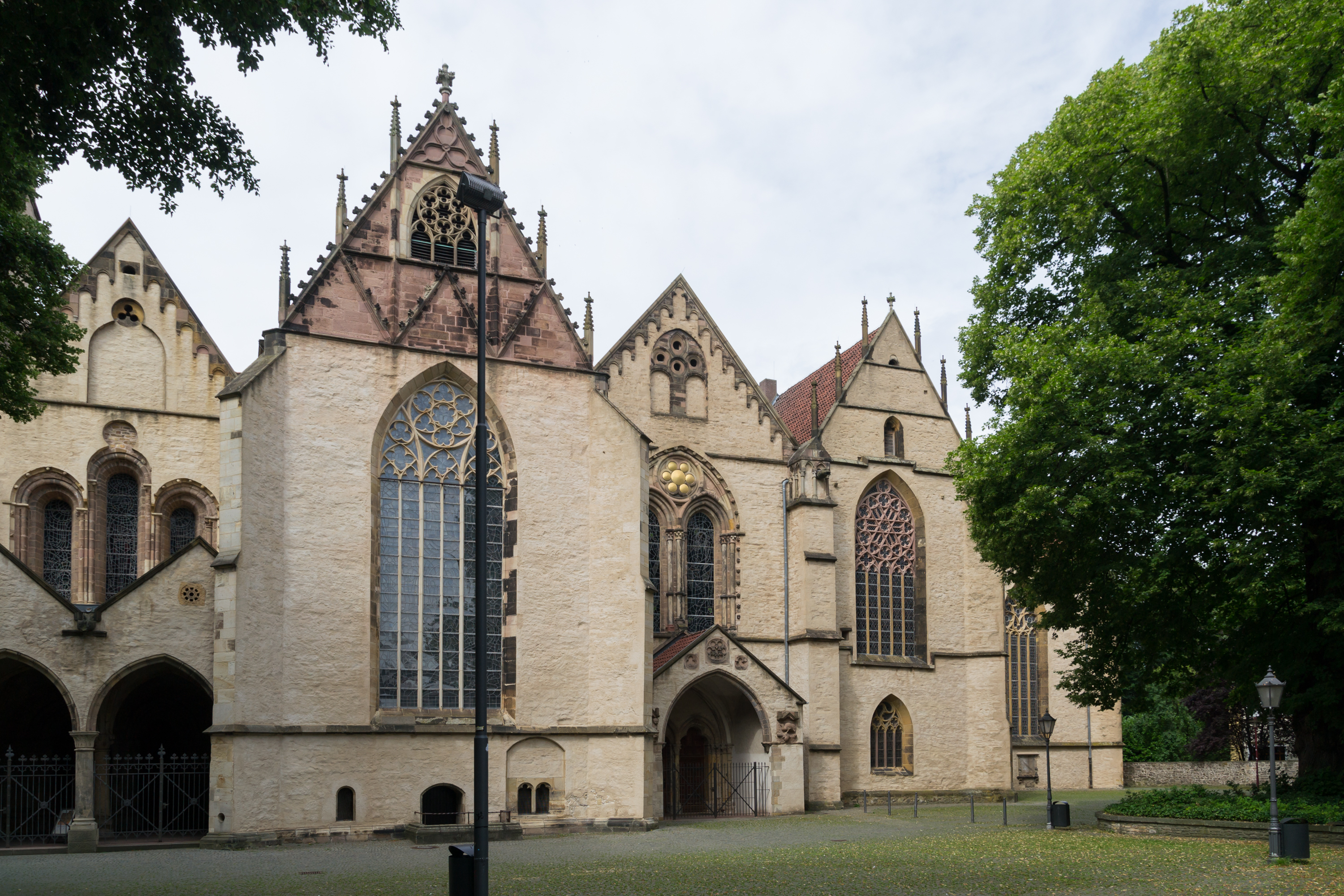
Herforder Münster Südseite, Fenster von West nach Ost: romanisch, spätgotisch, frühgotisch, hochgotisch

Die evangelische Münsterkirche mit der benachbarten Wolderuskapelle war die Kirche des Frauenstifts Herford, das vom 12. Jahrhundert bis 1802 (Angliederung ans preußische Ravensberg) reichsunmittelbar war.

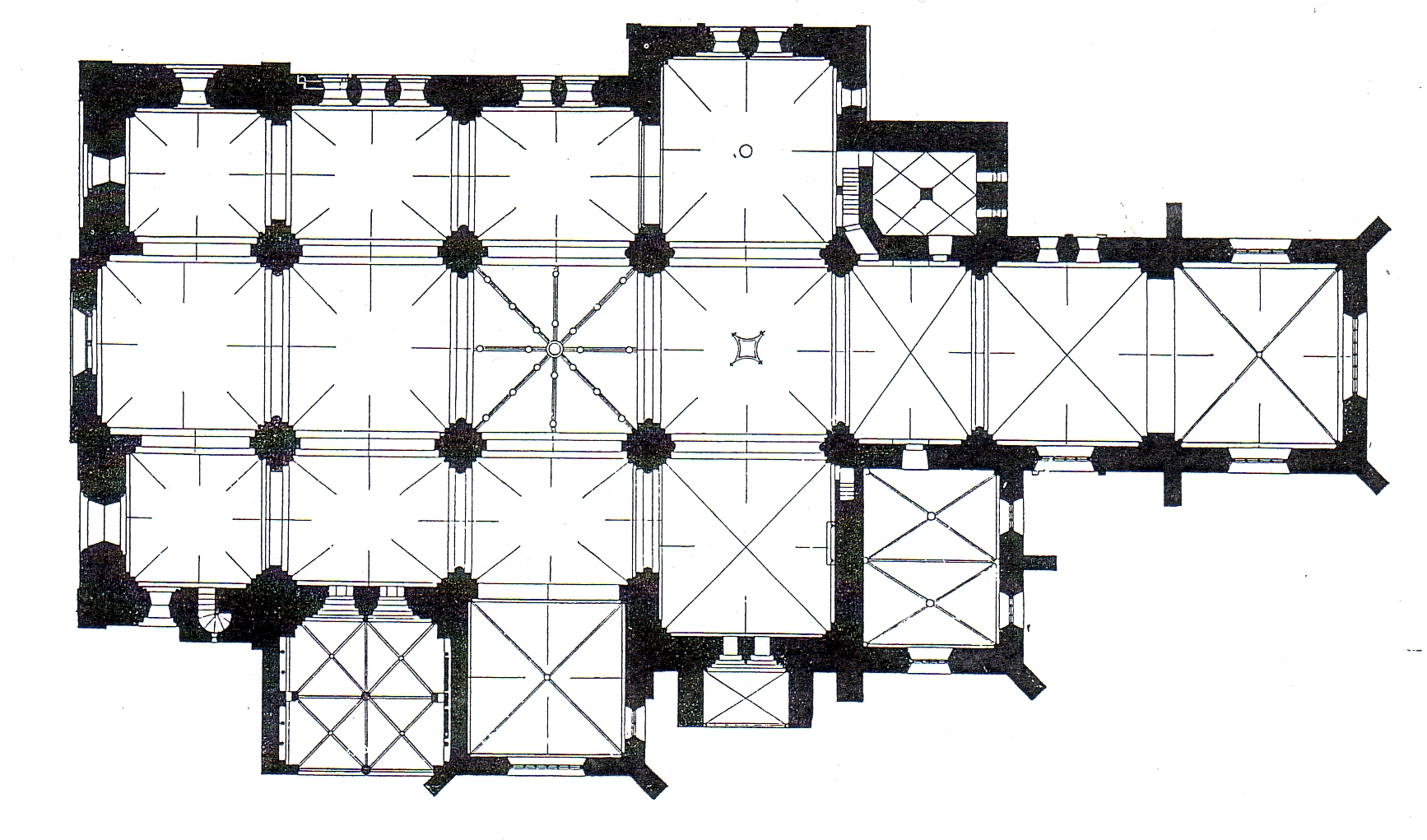
Herforder Münster, Grundriss

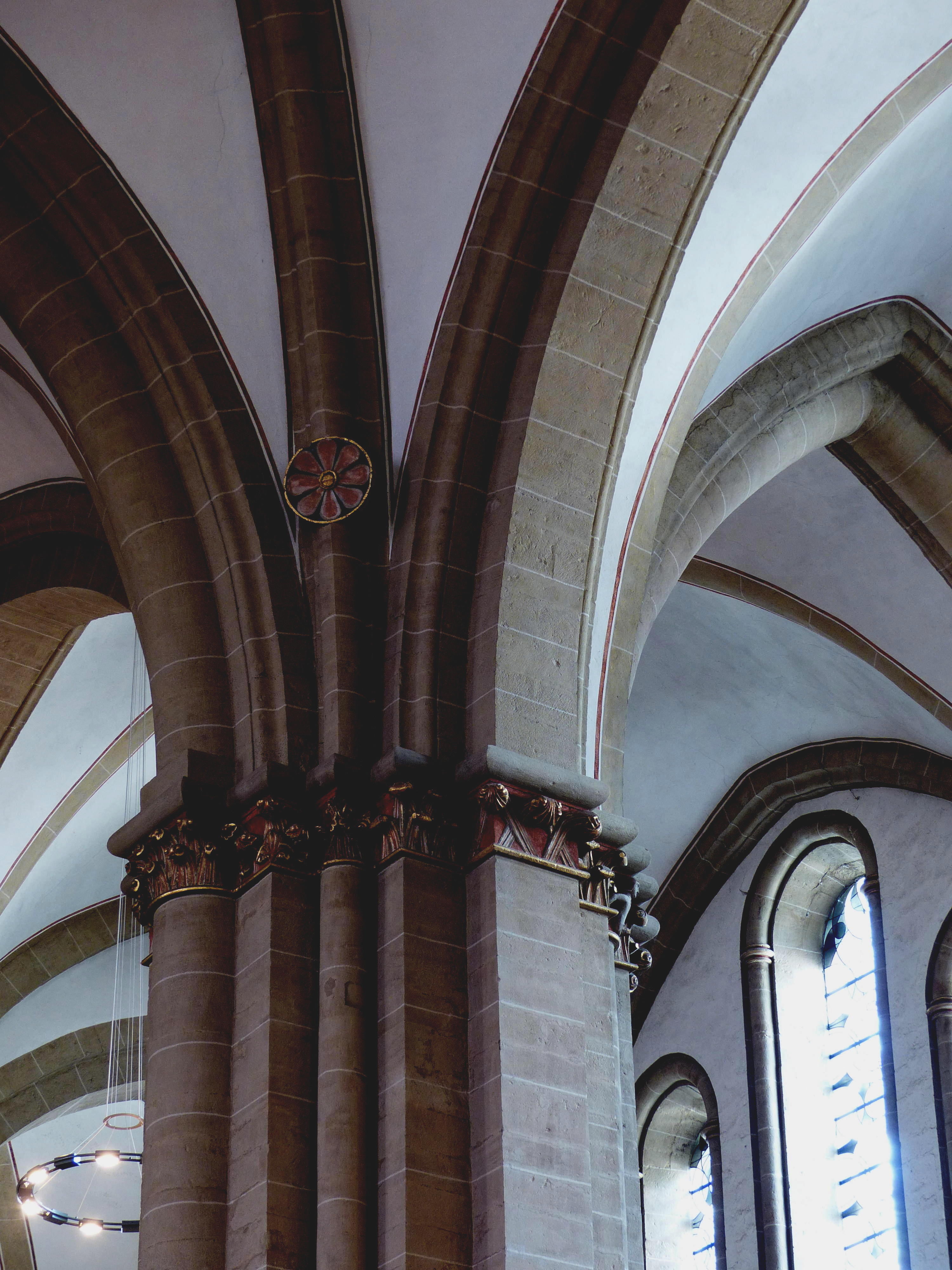
Nordwestpfeiler des mit Rippen ausgestatteten Zentraljochs

Die spätromanisch begonnene Hallenkirche wurde vermutlich von 1220 bis 1250 erbaut und ist der erste Großbau einer Hallenkirche in Deutschland und heute mit Einschränkung die größte Hallenkirche in Westfalen (Der deutlich größere Paderborner Dom wurde mit einem basilikalen westlichen Chorjoch begonnen und anschließend ab 1231 als gotische Hallenkirche weitergebaut). Es handelte sich um einen dreischiffigen Bau mit Chorflankentürmen und Apsis. Um 1340 wurde südwestlich des Querschiffs der sog. „Krämerchor“ mit darunterliegendem Beinhaus errichtet. Zu Beginn des 15. Jahrhunderts wurde schließlich der Chor um ein Joch verlängert und mit einem geraden Abschluss versehen. Gleichzeitig wird der südliche Flankenturm durch die zweistöckige, heute sogenannte „Beichtkammer“ ersetzt. Die westliche Zweiturmfassade entstand zwischen 1270 und 1280, wobei nur der Südturm über die Firsthöhe hinausgeführt wurde und erst 1490 eine Vollendung erfuhr.

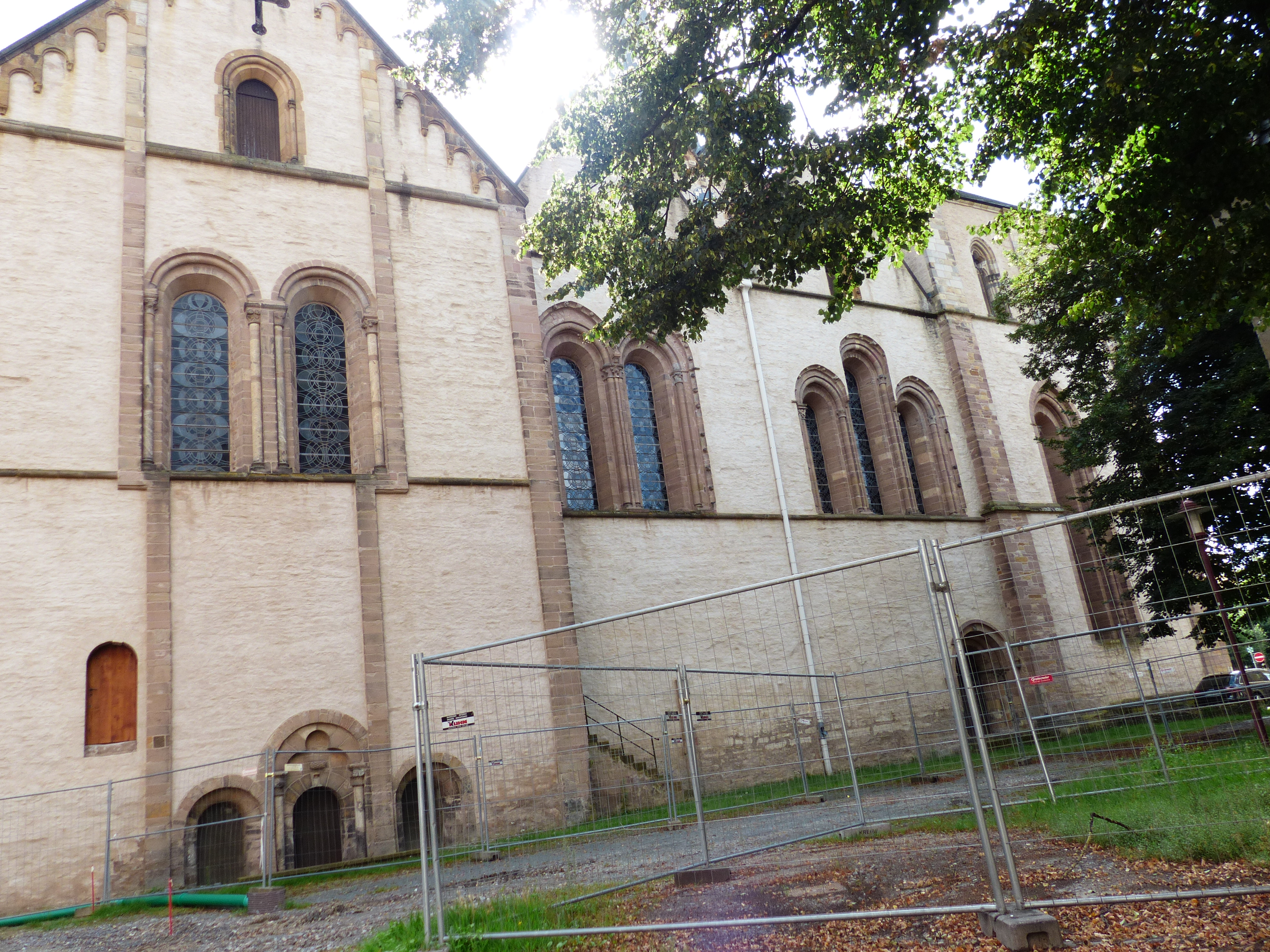
Fenster der Nordseite: Romanik und beginnende Gotik

Der erste Vorgängerbau war als Marienkirche gegründet worden. Nachdem bereits im Jahre 860 die Reliquien der heiligen Pusinna aus Frankreich nach Herford überführt worden waren und als wundertätig verehrt wurden, stand die Kirche unter einem Doppel-Patrozinium und trug den Namen St. Marien und Pusinna. Später wechselte der Schwerpunkt der Marien-Verehrung allmählich zur Stiftberger Marienkirche.
Die Kirchengemeinde ist Eigentümerin der Münsterkirche. Seit der Säkularisation muss der Fiskus, also zunächst Preußen und später dessen Rechtsnachfolger Nordrhein-Westfalen für den baulichen Unterhalt aufkommen.
Im Zweiten Weltkrieg wurde die Kirche von direkten Bombentreffern verschont, erlitt aber Luftdruckschäden: Große Teile der Fensterverglasung wurden zerstört sowie die Maßwerke beschädigt. Da insgesamt etwa 2/3 der Dachfläche abgedeckt war, kam es zu einer Durchfeuchtung der Gewölbe. Nach einer Gesamtrenovierung 1956 war auch die Beseitigung der Kriegsschäden abgeschlossen. 1981 wurde die Münsterkirche unter Denkmalschutz gestellt.

## Fenster
Die stilistischen Unterschiede der Fenster lassen eine zeitliche Entwicklung erkennen: Einzelne Fenster sind noch romanisch-rundbogig, mehrere sind, wenigstens in den Außenstufen ihrer Laibungen, spitzbogig, aber noch ohne Maßwerk. Ebenfalls als frühgotisch sind die Kleeblattbögen aufzufassen. Zutaten aus Hoch- und Spätgotik sind die Maßwerkfenster.
Das Südfenster wurde 1953 von dem bekannten Marburger Glasmaler Erhardt Klonk (1898–1984) zum Thema des barmherzigen Samariters geschaffen.
Siebensonnenfenster

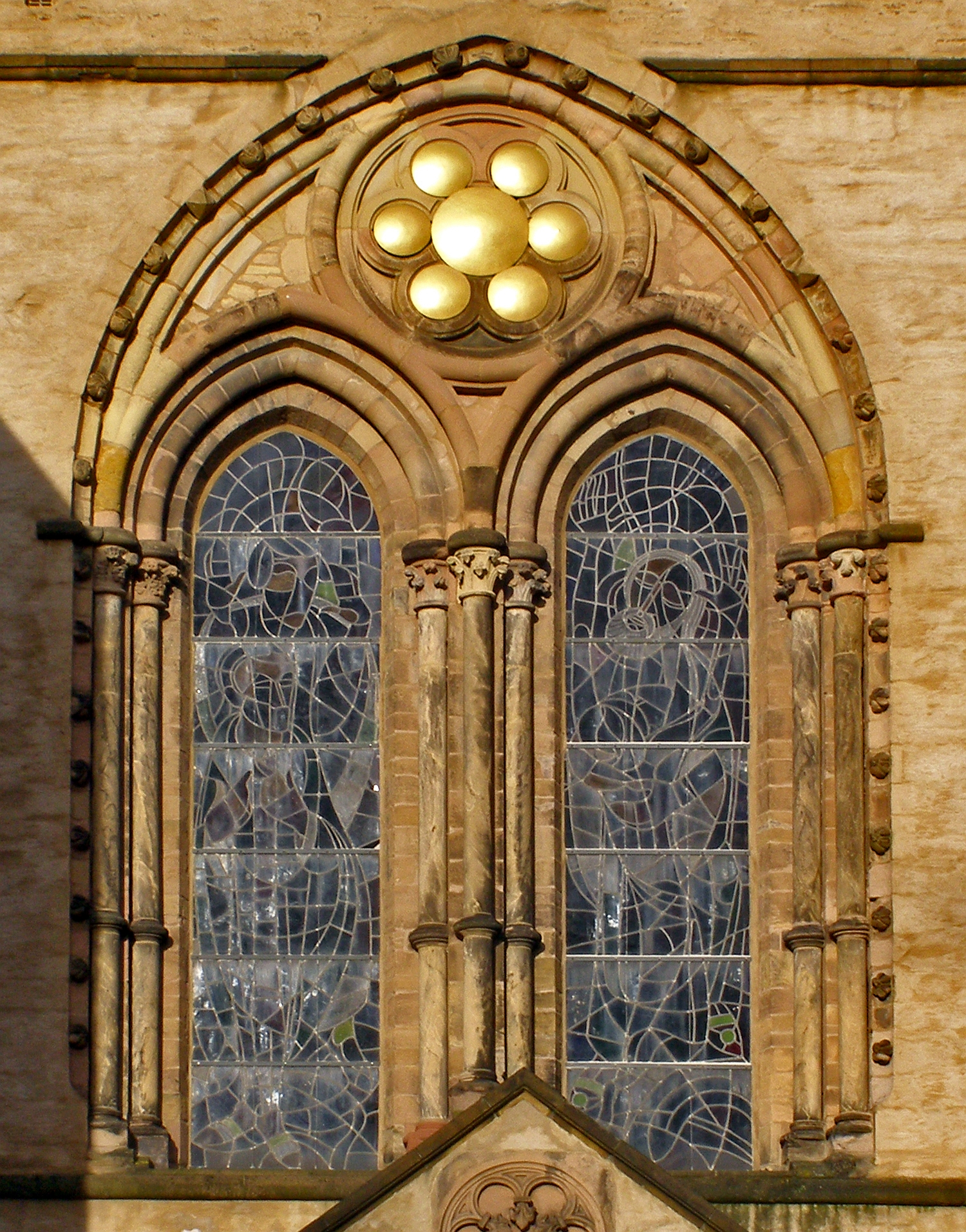
Siebensonnenfenster, Biforium
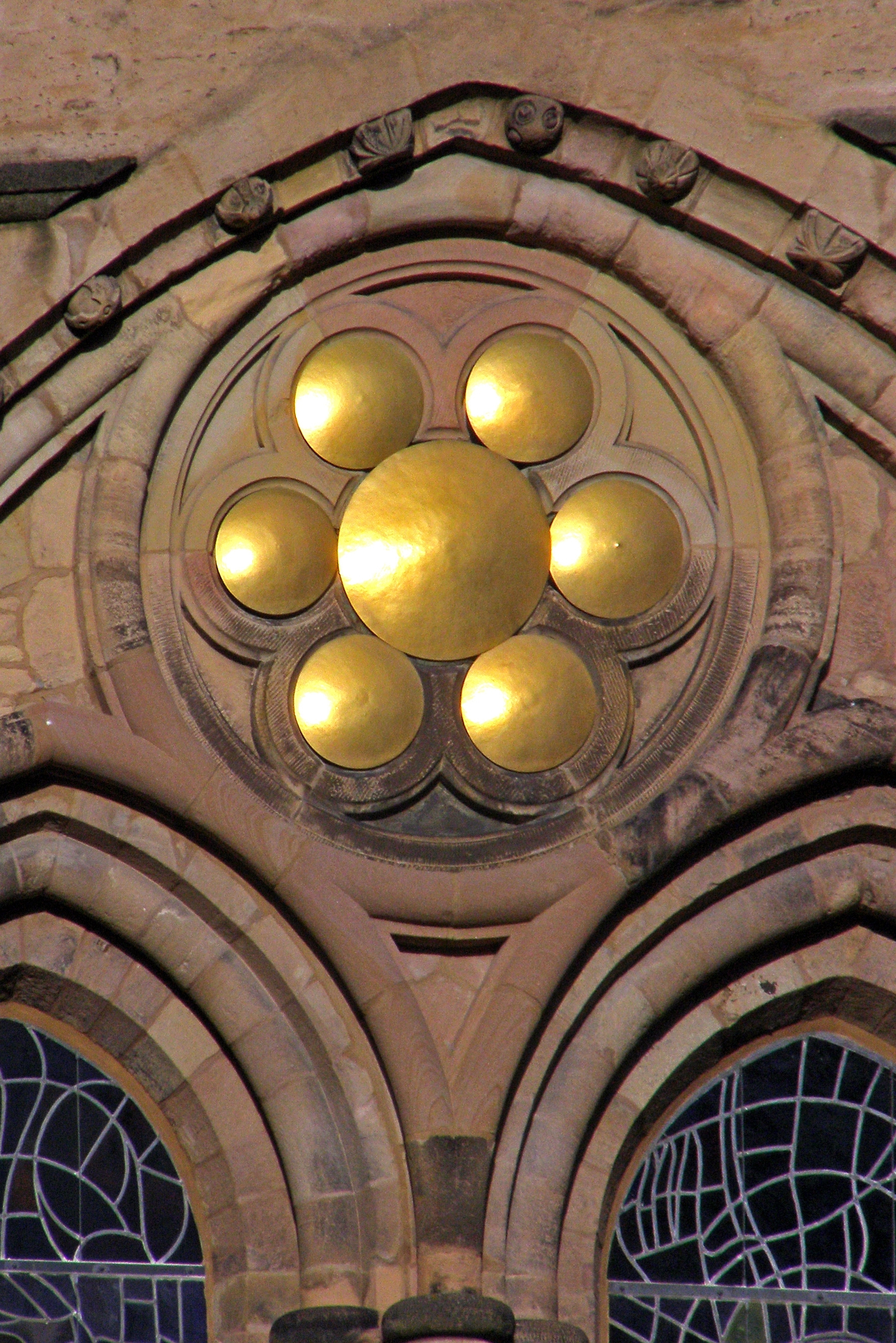
Siebensonnenfenster, Rundblende
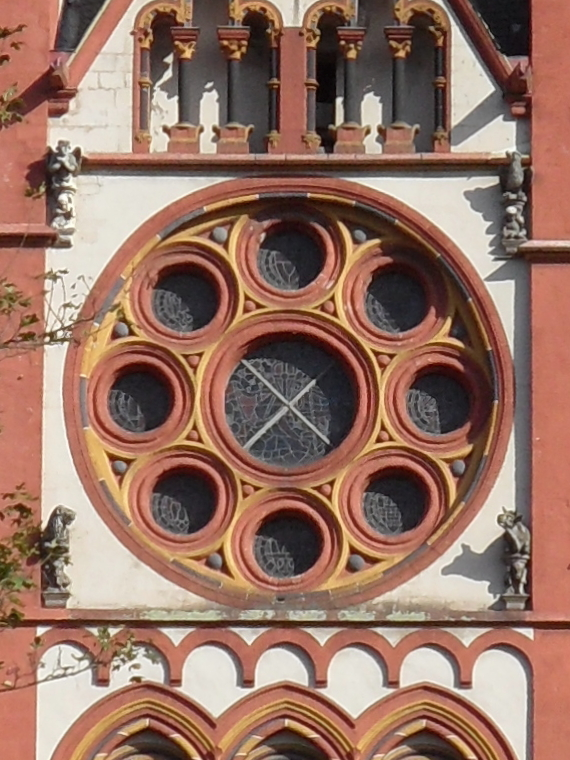
Limburger Dom, Westrose, um 1200

Über dem Südportal der Kirche befindet sich ein frühgotisches Biforium, dessen Zwickel eine Rundblende mit sieben vergoldeten Sonnen ziert. Deren Gruppierung ähnelt den neun runden Glasflächen einiger romanischer und frühgotischer Rosenfenster.
Welche Symbolik die Herforder Blende ausdrücken sollte, ist unklar:
- Eine Legende behauptet: „Als die Herforder Äbtissin um das Jahr 1000 anstelle der dort stehenden kleineren Stiftskirche eine größere Kirche bauen wollte, stellte sich heraus, dass der Boden zu sumpfig war. Die Äbtissin und die Nonnen flehten daraufhin die Jungfrau Maria um Hilfe an. Am anderen Morgen erschienen sieben Sonnen statt einer am Himmel. Sie trockneten in kurzer Zeit den Sumpf aus, so dass die Kirche gebaut werden konnte. Zum Andenken an dieses Wunder brachte man über der Tür die sieben vergoldeten Sonnenzeichen an.“ Ausgrabungen haben allerdings ergeben, dass der Baugrund nicht sumpfig war. Und mehrere Sonnen auf einmal haben natürlich niemals geschienen.

- Ein Erklärungsversuch nimmt an, wo heute die Kirche steht, sei vorher ein Hof gewesen, der „Das Haus zu den sieben Sonnen“ genannt wurde. Das setzt voraus, dass man schon im frühen 9. Jahrhundert so blumige Hofnamen verwendet habe.

- Möglicherweise handelt es sich aber auch um die Darstellung der Plejaden, eines uralten keltisch-germanischen Symbols, das auch auf der Himmelsscheibe von Nebra aufscheint. Das Sichtbarwerden des hellen Sternhaufens der Plejaden um den 10. März markiert das Ende der (nassen) Winterzeit und den Beginn der Ackerbestellung. An vielen Kirchen karolingischen und ottonischen Ursprungs finden sich Symbole, die einen Hinweis auf entsprechende vorchristliche Heiligtümer geben.

## Innenraum

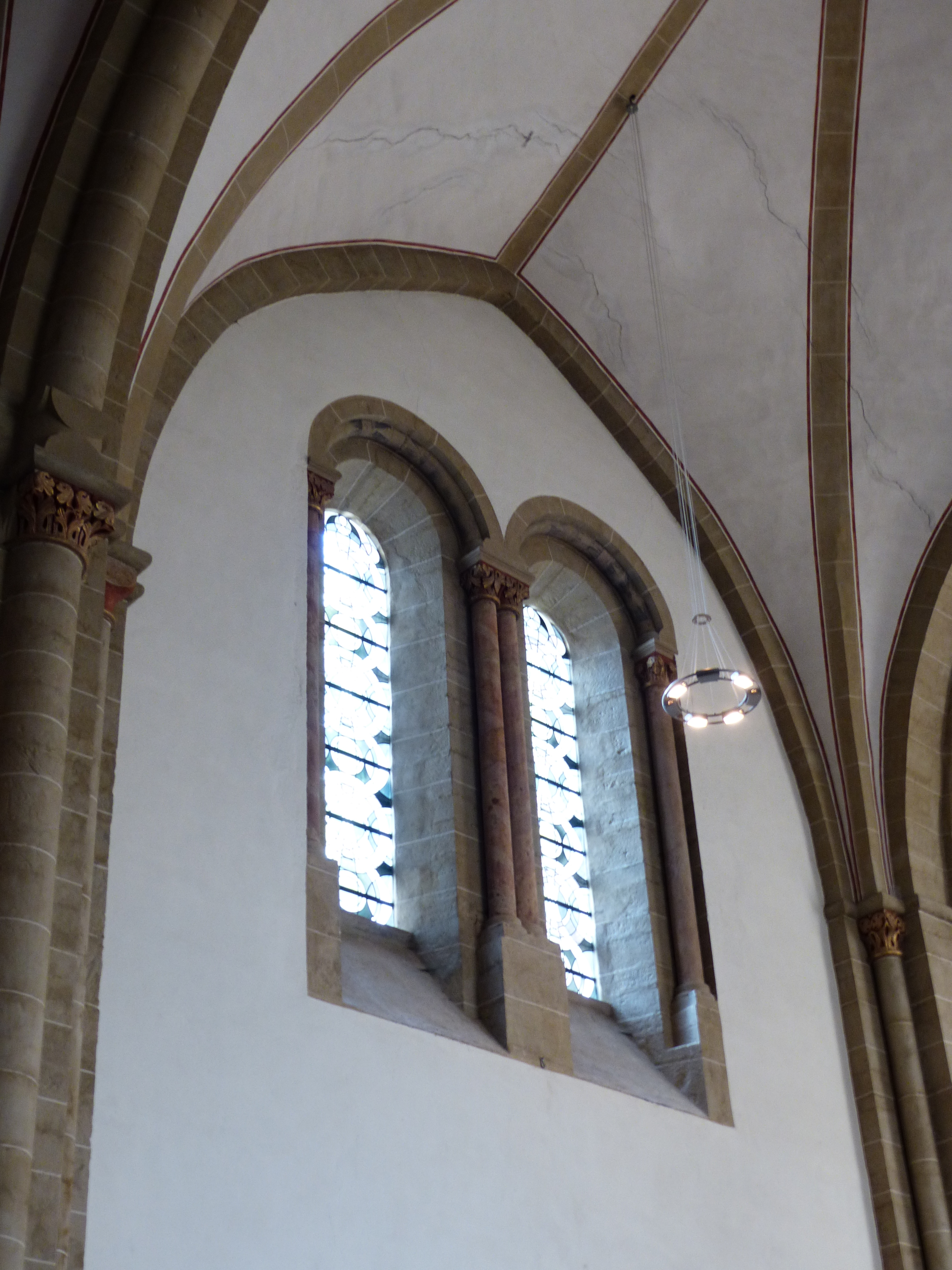
Rippen unten mit dreieckigem Profil, oben nur gemalt

Die Rippen der Gewölbe weisen eine Hierarchisierung auf: das Joch westlich der Vierung ist als vollständiges achtteiliges Domikalgewölbe angelegt. Bei den Chorjochen sind die Diagonalrippen vollständig ausgeführt, die Scheitelrippen stehen in der Peripherie vor, verdämmern aber zur Jochmitte. In den Gewölben der Seitenschiffe sind die Diagonalrippen in den unteren Bereichen mit dreieckigen Profilen versehen, zu den Gewölbescheiteln hin sind sie nur aufgemalt.
Die Bögen um die Vierung und die Gurtbögen von Chor und Schiff haben halbrunde Unterzüge, die sich auf ebensolche Vorlagen stützen. Am östlichsten Gurtbogen im Chor fangen diese Vorlagen allerdings erst kurz unter den Kämpfern an, eine Entlehnung aus der Zisterziensergotik.
Die stilistische Entwicklung der Kapitelle verdeutlicht den Bauverlauf:
Im Osten finden sich noch Kelchblockkapitelle romanischer Prägung. Im Langhaus und im südlichen Querschiff bestimmen kelchförmige Knospen- und Blattkapitelle das Bild.
Eine Besonderheit stellt der spätgotische Hochaltar aus der Zeit nach der Chorerweiterung dar: Von ihm sind heute nur Mensa und Predella erhalten. Ob es jemals ein zugehöriges Retabel gab oder ob das unmittelbar darüberliegende gewaltige Maßwerkfenster als „leuchtendes Altarbild“ dienen sollte, ist ungeklärt.
Bedeutendstes Stück der Ausstattung ist der Taufstein aus dem Jahre 1500 mit Heiligenstatuetten und sehr lebendig gestalteten biblischen Szenen in den Reliefs. Er steht in der kryptaähnlichen Taufkapelle unterhalb der sog. „Schlafhausempore“, in den einige Stufen links vor dem Chorraum hinabführen.

## Orgeln
Im Münster befinden sich insgesamt fünf Orgeln: die Hauptorgel auf der Westempore, eine Schwalbennestorgel und drei Orgelpositive. Organist und Kantor war von 2002 bis 2025 Stefan Kagl. Sie werden nicht nur für Gottesdienste genutzt, sondern auch für Konzerte, z. B. im Herforder Orgelsommer.

### Hauptorgel

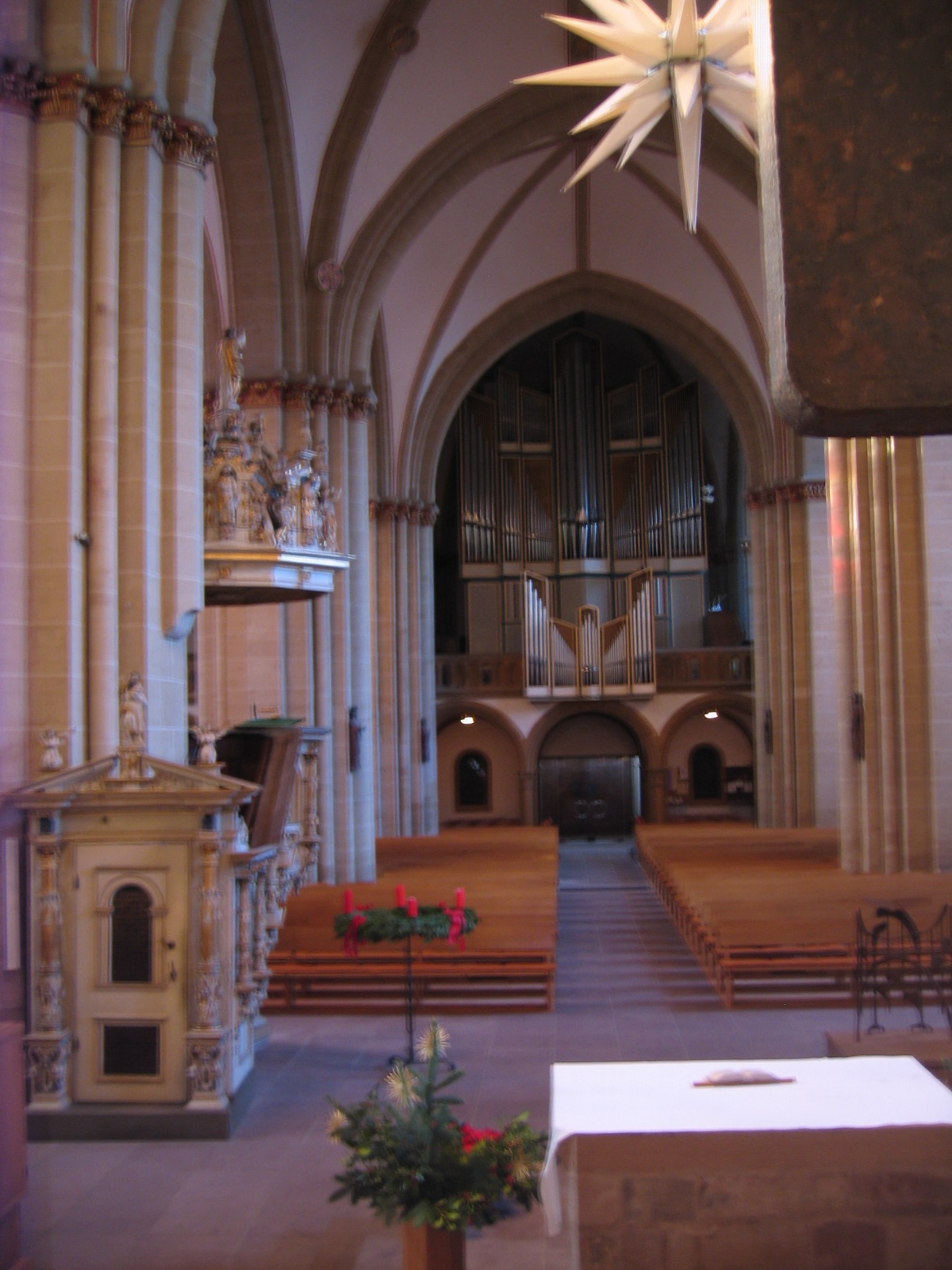
Hauptorgel

Die heutige Hauptorgel wurde in den Jahren 1949–1951 durch die Orgelbaufirma Förster & Nicolaus (Lich) mit elektro-pneumatischen Kegelladen unter Verwendung alten Pfeifenmaterials aus dem Vorgänger-Instrument von Friedrich Meyer (Herford) erbaut und 1961 um ein zusätzliches Werk (Rückpositiv) auf einer elektrisch angesteuerten Schleiflade erweitert. Bei dieser Gelegenheit wurde auch der Prospekt nochmals vollständig erneuert.
Die Werkstatt Gustav Steinmann Orgelbau gestaltete 1992 das Brustschwellwerk durch die Einfügung neuer und den Ersatz alter Register völlig neu. 2006 wurde das Instrument umfassend überholt, umdisponiert, neu intoniert und um ein Solo-Werk, bestehend aus einer Hochdrucktuba (400 mm Winddruck) in 16′-8′-4′-Lage nach dem Vorbild des englischen Orgelbauers Henry Willis erweitert. Die gesamte elektrische Ausstattung musste erneuert und die ursprünglichen Manualumfänge von f3 durch Hinzufügung zweier Töne bis g3 ausgebaut werden. Die Disposition der vorhandenen Werke konnte im Zuge einer Neuorganisation verändert und um einige Register erweitert werden. Das an der Südwand der Orgelbühne frei, ohne Prospekt aufgestellte Solowerk erstellte Siegfried Schmid (Orgelbauer) (Immenstadt). Alle übrigen Arbeiten stammen von den Orgelbauern Michael Jocher (Peiting) und Edouard.
Das Instrument hat heute folgende Disposition:
| I Hauptwerk C–g3    |       |     |
| 1. Prinzipal        | 16′   |     |
| 2. Prinzipal        | 8′    |     |
| 3. Flûte harmonique | 8′    | (a) |
| 4. Rohrflöte        | 8′    |     |
| 5. Viola da Gamba   | 8′    |     |
| 6. Oktave           | 4′    |     |
| 7. Nachthorn        | 4′    |     |
| 8. Quinte           | 2 ⁄3′ |     |
| 9. Oktave           | 2′    |     |
| 10. Cornet V        | 8′    | (c) |
| 11. Mixtur V-VI     |       |     |
| 12. Bombarde        | 16′   | (a) |
| 13. Trompette       | 8′    | (a) |
| 14. Clairon         | 4′    | (a) |

| II Rückpositiv C–g3 |       |
| 15. Prinzipal       | 8′    |
| 16. Holzflöte       | 8′    |
| 17. Oktave          | 4′    |
| 18. Rohrflöte       | 4′    |
| 19. Gemshorn        | 2′    |
| 20. Nasat           | 1 ⁄3′ |
| 21. Sesquialtera II | 2 ⁄3′ |
| 22. Scharf IV-VI    |       |
| 23. Krummhorn       | 8′    |
| 24. Schalmey        | 4′    |
| Tremulant           |       |

| III Récit C–g3      |        |     |
| 25. Bourdon         | 16′    | (a) |
| 26. Geigenprinzipal | 8′     | (b) |
| 27. Koppelflöte     | 8′     |     |
| 28. Gamba           | 8′     | (c) |
| 29. Voix céleste    | 8′     | (a) |
| 30. Prinzipal       | 4′     | (c) |
| 31. Rohrflöte       | 4′     |     |
| 32. Nasat           | 2 ⁄3′  |     |
| 33. Spitzflöte      | 2′     |     |
| 34. Terz            | 1 3⁄5′ |     |
| 35. Mixtur IV       |        | (c) |
| 36. Basson          | 16′    |     |
| 37. Trompette       | 8′     |     |
| 38. Hautbois        | 8′     | (c) |
| 39. Clairon         | 4′     |     |
| Tremulant           |        |     |

| IV Echo C–g3     |       |     |
| 40. Holzgedeckt  | 8′    |     |
| 41. Traversflöte | 8′    | (c) |
| 42. Blockflöte   | 4′    |     |
| 43. Quinte       | 1 ⁄3′ |     |
| 44. Sifflet      | 1′    |     |
| 45. Zimbel III   |       |     |
| 46. Vox humana   | 8′    |     |
| Tremulant        |       |     |

| IV Solo C–g3       |     |     |
| 47. Tuba magna     | 16′ | (a) |
| 48. Tuba mirabilis | 8′  | (a) |
| 49. Tuba clairon   | 4′  | (a) |

| Pedal C–f1        |         |       |
| 50. Bordun        | 32′     |       |
| 51. Prinzipal     | 16′     | (d f) |
| 52. Subbaß        | 16′     | (d)   |
| 53. Quintbaß      | 10 2⁄3′ | (e)   |
| 54. Oktave        | 8′      | (d)   |
| 55. Gedackt       | 8′      | (d)   |
| 56. Oktave        | 4′      |       |
| 57. Rohrgedackt   | 4′      |       |
| 58. Prinzipal     | 2′      |       |
| 59. Nachthorn     | 2′      |       |
| 60. Hintersatz IV |         |       |
| 61. Bombarde      | 32′     |       |
| 62. Posaune       | 16′     | (d)   |
| 63. Dulzian       | 16′     |       |
| 64. Trompete      | 8′      |       |
| 65. Clarine       | 4′      |       |

- Koppeln:
  - Normalkoppeln: II/I, III/I, IV/I, III/II, IV/III, I/P, II/P, III/P, IV/P
  - Superoktavkoppel: III/I
  - Suboktavkoppel: III/I
- Spielhilfen: 4000facher Setzer, Sequenzer, frei einstellbare Walze, Zungen ab, Tutti
- Anmerkungen:

(a) neue Register 2006
(b) aus Lagerbeständen
(c) Steinmann 1992
(d) Meyer 1869
(e) Meyer 1891,
(f) Klassmeier 1920
1. ↑  Extension Subbass 16′.
2. ↑  Extension Posaune 16′.

### Schwalbennest-Orgel

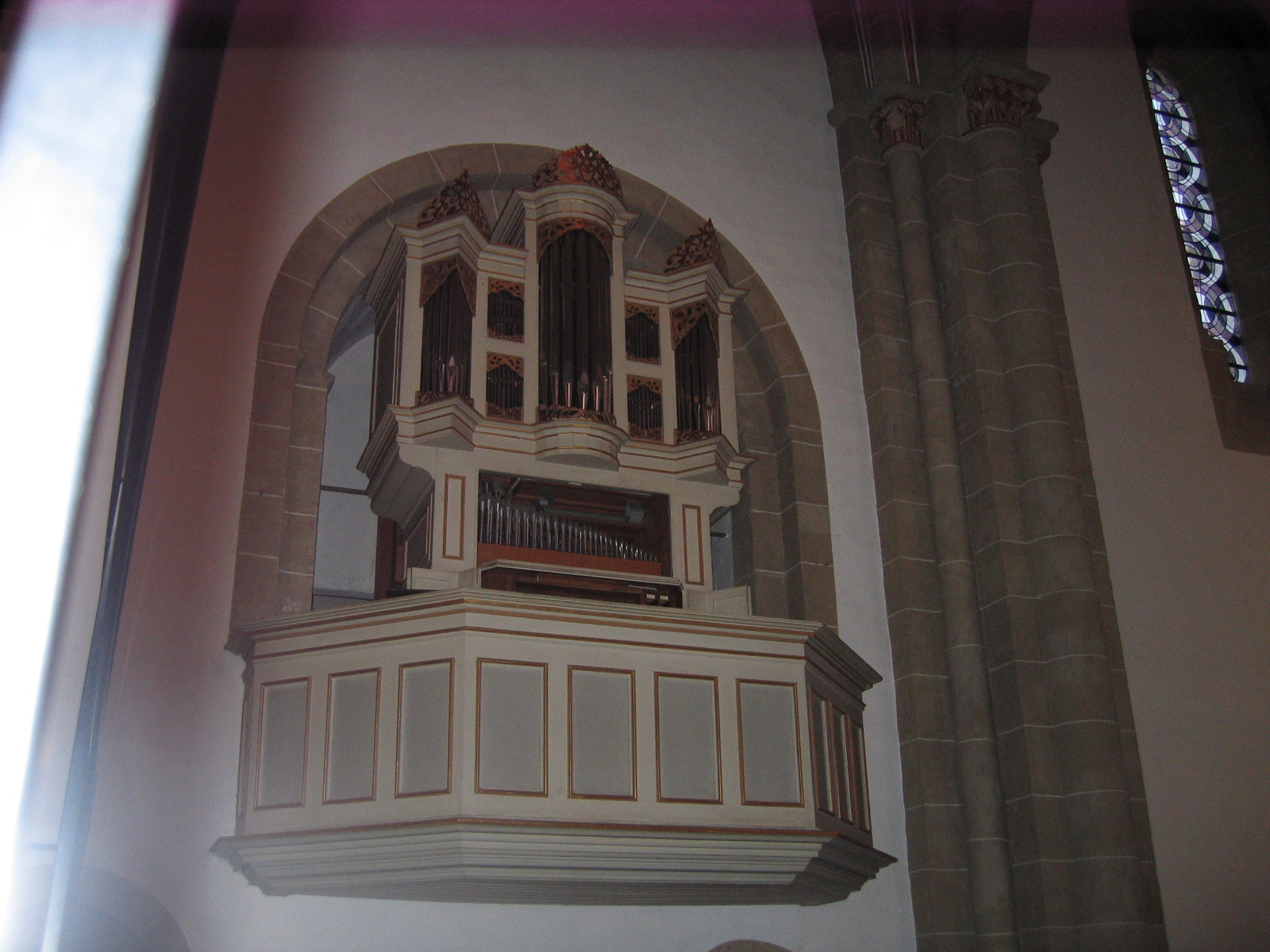
Schwalbennestorgel

Die Schwalbennestorgel (auch Heinrich-Schütz-Orgel oder Zuberbier-Ott-Orgel genannt) im Hochchor geht zurück auf ein einmanualiges Instrument, das 1756 durch Johann Andreas Zuberbier für die Pfarrkirche in Friedewalde gebaut worden war. Nach mehreren Umbauten und einer langen Vernachlässigung gelangten Prospekt und Windlade 1949 durch Arno Schönstedt nach Herford, wo sie 1953 durch Paul Ott in einen Orgelneubau mit 21 Registern einbezogen wurden. Dessen Hauptwerksdisposition basiert auf der überlieferten historischen Disposition:
| I Hauptwerk C– |       |
| Rohrflöte      | 8′    |
| Prinzipal      | 4′    |
| Gedackt        | 4′    |
| Nasat          | 2 ⁄3′ |
| Oktave         | 2′    |
| Waldflöte      | 2′    |
| Mixtur IV      |       |
| Trompete       | 8′    |

| II Brustwerk C– |        |
| Holzgedackt     | 8′     |
| Blockflöte      | 4′     |
| Prinzipal       | 2′     |
| Terz            | 1 3⁄5′ |
| Quinte          | 1 ⁄3′  |
| Oktave          | 1′     |
| Zimbel II       |        |
| Regal           | 8′     |
| Tremulant       |        |

| Pedal C–  |     |
| Subbaß    | 16′ |
| Prinzipal | 8′  |
| Nachthorn | 2′  |
| Fagott    | 16′ |
| Clarine   | 4′  |

## Glocken

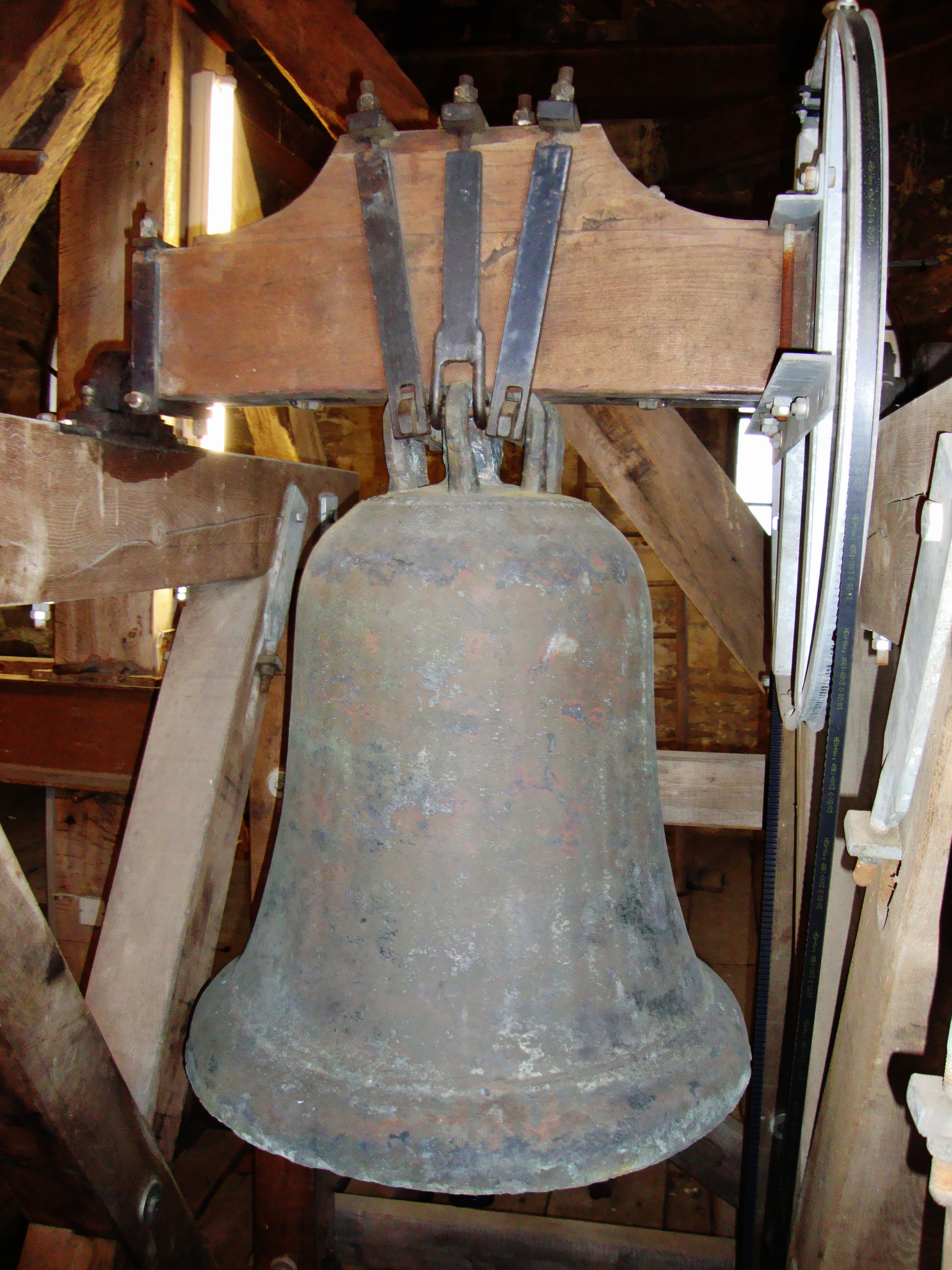
Die bienenkorbförmige Kalandsglocke stammt noch aus der Zeit um 1200.

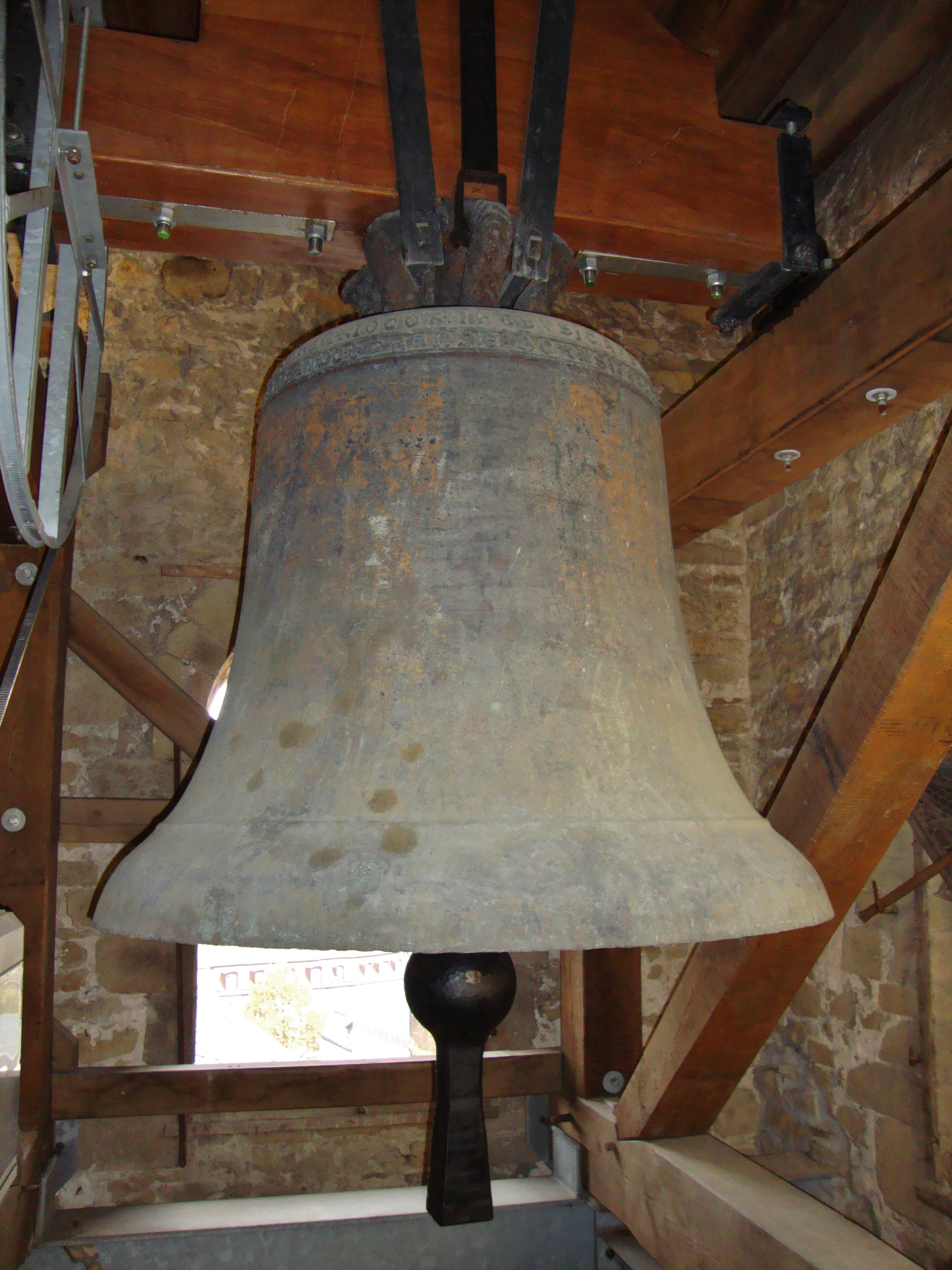
Die klangvolle Gloriosa aus der Zeit um 1300 war bis zum Jahre 1956 die größte Glocke der Münsterkirche.

Im Turm hängen elf Glocken. Den Kernbestand des Geläuts bilden die drei Glocken Gloriosa, Benedicta (beide um 1300) und Marien- oder Predigtglocke (1444). Diese drei Glocken bilden das schwerste Geläut ihrer Zeit in Westfalen und sind wohl Rest eines sehr umfangreichen Geläuts. Besonders die beiden größeren Glocken sind bedeutsame Exemplare der gotischen Rippe aus dem 14. Jahrhundert. Im Jahre 1956 goss die Glocken- und Kunstgießerei Rincker zwei neue Glocken hinzu, um die wertvollen alten zu entlasten. Im Zuge der Restaurierung der gesamten Glockenanlage, die auch die Aufschweißung der alten Glocken beinhaltete, wurden vier weitere Glocken in der Glockengießerei Bachert neugegossen. Mit der Einbeziehung der beiden Uhrschlagglocken des 12. und 15. Jahrhunderts, besteht das Münstergeläut aus elf Glocken und stellt eines der wertvollsten Großgeläute einer evangelischen Kirche in Deutschland dar.
Am Samstag um 19 Uhr wird der Sonntag eingeläutet, am Vorabend des 1. Advent, am Heiligabend und am Pfingstsonntag gibt es ein Stadtgeläut um 12 Uhr. Zum Hauptgottesdienst an Sonn- und Feiertagen wird um 09:50 Uhr mit einem Vorläuten begonnen. Das Vorläuten kennzeichnet Besonderheiten des Gottesdienstes. Vor gewöhnlichen Prediggottesdiensten läutet die Marienglocke, vor Sakramentsgottesdiensten die Benedicta und an Festtagen die Gloriosa. Nach drei Minuten unterbricht es für einen kurzen Moment und das Zusammenläuten beginnt für sieben Minuten. Dabei variieren die Größe oder die Anzahl der Glocken je nach Festlichkeitsgrad und Kirchenjahreszeit. Zum Betläuten erklingt die Krone-des-Lebens-Glocke jeweils um 8, 12 und 18 Uhr.
| Nr. | Name (Funktion)                     | Gussjahr | Gießer                  | Masse (kg) | Ø (mm) | Schlagton (HT-1/16) | Glockenstuhl        |
| 1   | Auferstehungsglocke (Totenglocke)   | 1956     | Glockengießerei Rincker | 2.587      | 1.645  | c1 0–2              | untere Glockenstube |
| 2   | Gloriosa (Festglocke)               | um 1300  | unbekannt               | 2.430      | 1.477  | es1 +4              | untere Glockenstube |
| 3   | Benedicta (Sakramentsglocke)        | um 1300  | unbekannt               | 1.980      | 1.390  | e1 0–4              | untere Glockenstube |
| 4   | Marienglocke (Predigtglocke)        | 1444     | unbekannt               | 1.130      | 1.263  | f1 0–10             | untere Glockenstube |
| 5   | Krone-des-Lebens-Glocke (Betglocke) | 1956     | Glockengießerei Rincker | 816        | 1.077  | as1 –5              | untere Glockenstube |
| 6   | Liebe-Glocke                        | 2001     | Glockengießerei Bachert | 687        | 961    | b1 0–1              | obere Glockenstube  |
| 7   | Taufglocke                          | 2001     | Glockengießerei Bachert | 524        | 880    | c2 0–1–             | obere Glockenstube  |
| 8   | Kalandsglocke                       | um 1200  | unbekannt               | 250        | 704    | es2 0+4             | obere Glockenstube  |
| 9   | Ave-Maria- oder Pusinnenglocke      | 15. Jh.  | unbekannt               | 200        | 608    | g2 0–2              | obere Glockenstube  |
| 10  | Sanctusglocke                       | 2001     | Glockengießerei Bachert | 93         | 493    | b2 0+2              | obere Glockenstube  |
| 11  | Lob-Gottes-Glocke                   | 2001     | Glockengießerei Bachert | 62         | 433    | c3 0–1              | obere Glockenstube  |

## Stiftsgebäude
Die Gebäude des Frauenstiftes erstreckten sich vom Alten Markt über das Terrain des heutigen Rathauses bis zum Stephansplatz, wo heute nach intensiven Ausgrabungen rekonstruierte Grundmauern die Gebäude des Kreuzganges markieren. Auch die Wolderuskapelle steht auf diesem Gebiet. In der Kapelle liegt der Legende nach der Heilige Waltger (gestorben 825) begraben. Der schlichte Saalbau wurde 1735 errichtet dient seit 1962 der griechisch-orthodoxen Gemeinde als Nektarios-Kapelle.
Am Standort des Frauenstifts entsteht ab September 2020 ein archäologisches Fenster unter der Bezeichnung Archäologisches Fenster am Münster, welches im August 2025 eröffnet werden soll.

## Öffnungszeiten
Außerhalb der Gottesdienstzeiten kann die Kirche werktags von 10 bis 16 Uhr besichtigt werden.

## Pfarrer
- 1532–1540: Johannes Dreyer
- 1532: Anton Meyer
- o. D.: Johann Christianus
- † 1540: Johann Hunschius
- 1540/41–1543/44: Remigius Albanus
- 1541–1560: Albert Lonicerus[A 1]
- 1547: Jodocus Coccius (Koch)
- 1547–1570: Heinrich Vogelmann
- 1563: Franziskus Westerkaten
- 1570–1589: Conrad Berger (Bergerius)
- 1589–1593: Wilhelm Krudering
- 1589–1593: Johann Bade
- 1593–1598: Hermann Wesseling
- 1594–1610: Johann Waterham
- 1594–1632: Eucharius Catharini
- 1610–1626: Jodokus Weerkamp
- 1626–1669: Jakob Gerhardi
- 1662–1671: Johann Binchius
- 1669–1671: Jodokus Gerhardi
- 1671–1672: Theodor Kellerhans
- 1671–1686: Bernhard Kracht
- 1674–1694: Johann Christoph Holzhausen
- 1674–1727: Matthias Rothe
- 1687–1718: Johann Fürstenau
- 1719–1768: Johann Matthäus Cuhlemeyer
- 1727–1746: Friedrich Christian Bergmeier
- 1746–1761: Johann Heinrich Bose
- 1761–1790: Bernhard Philipp Brand
- 1768–1807: Ernst Heinrich Rudolph
- 1790–1851: Friedrich Wilhelm Johanning
- 1807–1809: Karl Ludwig Kahler
- 1810–1865: Tobias Friedrich Gottlieb Matthias
- 1852–1870: Bernhard Heinrich Bosse
- 1865–1896: Karl Heinrich Friedrich, Florentin Christian Rauschenbusch
- 1869–1921: August Gottschalk
- 1871–1911: Karl Nobbe
- 1896–1900: Friedrich Niemann
- 1901–1931: Otto Wöhrmann
- 1903–1907: Johannes Plath
- 1908–1909: Karl Gottschalk
- 1908–1926: Otto Wilmanns
- 1910–1926: August Höpker
- 1911–1913: Karl Fliedner
- 1913–1937: Otto Hartmann

- 1921–1953: Wilhelm Meinhold[A 2]

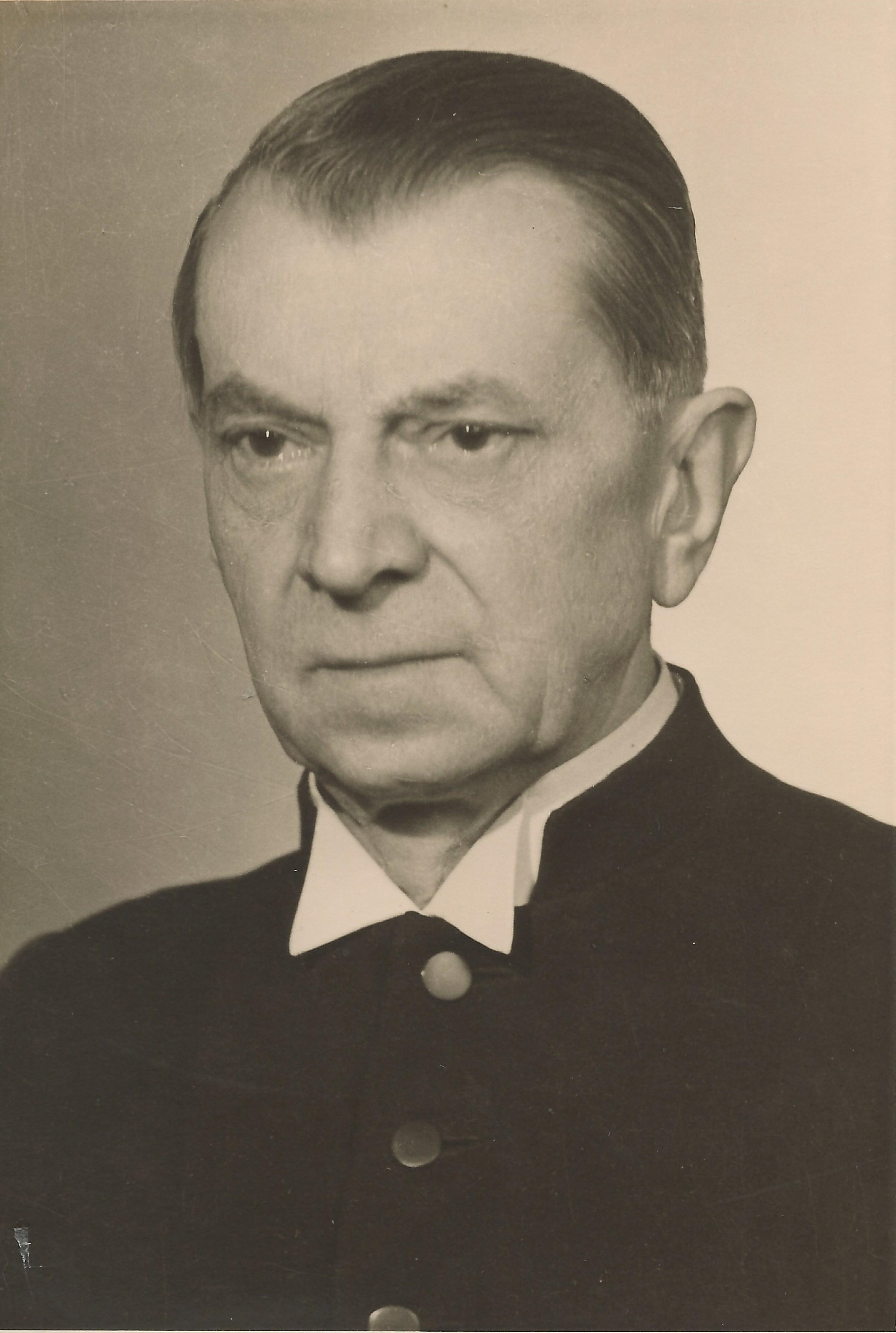
Wilhelm Meinhold

- 1926–1930: Friedrich Wilhelm Hagemann
- 1927–1953: Kurt Dietrich
- 1931–1955: Ernst Rohlfing
- 1932–1965: August Voß
- 1939–1976: Walter Engau
- 1939–1956: Friedrich Valldorf
- 1943–1963: Elmar Schröder
- 1952–1975: Herbert Westerkamp
- 1953–1959: Rudolph Damrath
- 1953–1974: Wilfried Hahn
- 1954–1958: Dr. theol. Hans-Christoph von Hase
- 1955–1959: Ernst Harre
- 1956–1960: Walter Schmidt
- 1957–1967: Dr. Wilhelm Bartelheimer[A 3]
- 1958–1990: D. theol. Paul-Gerhard Meuß
- 1960–1980: Siegfried Hausdorf
- 1961–1963: Eberhard Richter
- 1965–1985: Dr. theol. Klaus-Jürgen Laube
- 1974–1979: Peter Koeppen
- 1976–1989: Dr. theol. Hans-Wilhelm Rahe
- 1980–1991: Dr. theol. Hans-Detlef Hoffmann
- 1981–1998: Rainer Oelert
- 1998–2001: Dietrich Wulf
- seit 1991: Johannes Beer
- 1992–1996: Dr. Ralf Hoburg
- 1994–2001: Lebrecht Schilling
- 1996–2001: Rüdiger Funke
- 1998: Dr. theol. Olaf Reinmuth[A 4]
- 2001–(2010): Karin Brunken[A 5]
- 2001–(2016): Katharina Kenter-Töns